# 斯特雷茨鎮區 (北卡羅萊納州加特利縣)
斯特雷茨鎮區（英語：Straits Township）是位於美國北卡羅萊納州加特利縣的一個鎮區。

## 地方資料
斯特雷茨鎮區的面積為94.28平方千米，皆為陸地。根據2020年美國人口普查的數據，當地共有人口2450人，而人口密度為每平方千米25.99人。